# IC 839
IC 839 ist eine linsenförmige Galaxie vom Hubble-Typ S0 im Sternbild Coma Berenices am Nordsternhimmel. Sie ist schätzungsweise 334 Millionen Lichtjahre von der Milchstraße entfernt, hat einen Durchmesser von etwa 60.000 Lichtjahren und ist Mitglied des Coma-Galaxienhaufens.
Im selben Himmelsareal befinden sich u. a. die Galaxien NGC 4848, NGC 4850, NGC 4851, IC 3943.
Das Objekt wurde am 12. Mai 1885 vom französischen Astronomen Guillaume Bigourdan entdeckt.